# Abaurregaina
Abaurregaina (en basc, oficialment bilingüe Abaurregaina/Abaurrea Alta) és un municipi de Navarra, a la comarca d'Auñamendi, dins la merindad de Sangüesa.

## Demografia
| Evolució demografica                                                  | Evolució demografica | Evolució demografica | Evolució demografica | Evolució demografica | Evolució demografica | Evolució demografica | Evolució demografica | Evolució demografica | Evolució demografica | Evolució demografica |
| 1996                                                                  | 1998                 | 1999                 | 2000                 | 2001                 | 2002                 | 2003                 | 2004                 | 2005                 | 2006                 | 2007                 |
| --------------------------------------------------------------------- | -------------------- | -------------------- | -------------------- | -------------------- | -------------------- | -------------------- | -------------------- | -------------------- | -------------------- | -------------------- |
| 192                                                                   | 185                  | 171                  | 167                  | 164                  | 160                  | 156                  | 157                  | 150                  | 147                  | 142                  |
| Fonts: Abaurregaina/Abaurrea Alta i Institut d'Estadística de Navarra |                      |                      |                      |                      |                      |                      |                      |                      |                      |                      |